# طبقه چهارم (نقاشی)
طبقه چهارم (به انگلیسی: The Fourth Estate) نقاشی رنگ روغن روی سپیدار اثر جوزپه پلیتزا دا ولپدو است که در سال ۱۹۰۱ میلادی کشیده شد. این نقاشی در ابتدا مسیر کارگران نام داشت.